# Kostel svatého Josefa (Fulnek)
Kostel svatého Josefa je bývalý římskokatolický chrám ve Fulneku v okrese Nový Jičín. Nachází se na návrší severně od centra města a je součástí areálu tamního bývalého kapucínského kláštera, se kterým je chráněn jako kulturní památka České republiky.

## Historie
Základní kámen kláštera byl položen 11. října 1674, první bohoslužby se v prostoru kněžiště mohly uskutečnit v roce 1677. Chrám byl vysvěcen 29. června 1683. Jednolodní bezvěžový kostel svatého Josefa má typický styl řádové kapucínské architektury s charakteristickým trojúhelníkovým štítem. V roce 1695 areál kláštera s kostelem vyhořel, ale během pěti let byl obnoven. Po zrušení kláštera v roce 1950 celý areál chátral a po roce 2000 patřil k nejohroženějším památkám. Hlavní oltář byl v 60. letech 20. století přemístěn do kostela svatého Vojtěcha v Opavě. V roce 2003 získal celý areál Moravskoslezský kraj, jenž do roku 2006 kostel opravil. Ten je využíván Muzeem Novojičínska jako víceúčelový sál pro výstavy, koncerty, divadelní představení či kongresy.